# اوکسانا رسولوا
اوکسانا رسولوا (ترکی آذربایجانی: Oksana Rəsulova؛ زادهٔ ۱۹ دسامبر ۱۹۸۲) هنرپیشه، رقاص و رقص‌پرداز اهل جمهوری آذربایجان است.